# Regione di Plzeň
La regione di Plzeň  (in ceco Plzeňský kraj) è una regione (kraj) nella parte occidentale della Boemia nella Repubblica Ceca. Il nome della regione è anche quello del suo capoluogo Plzeň.

## Distretti

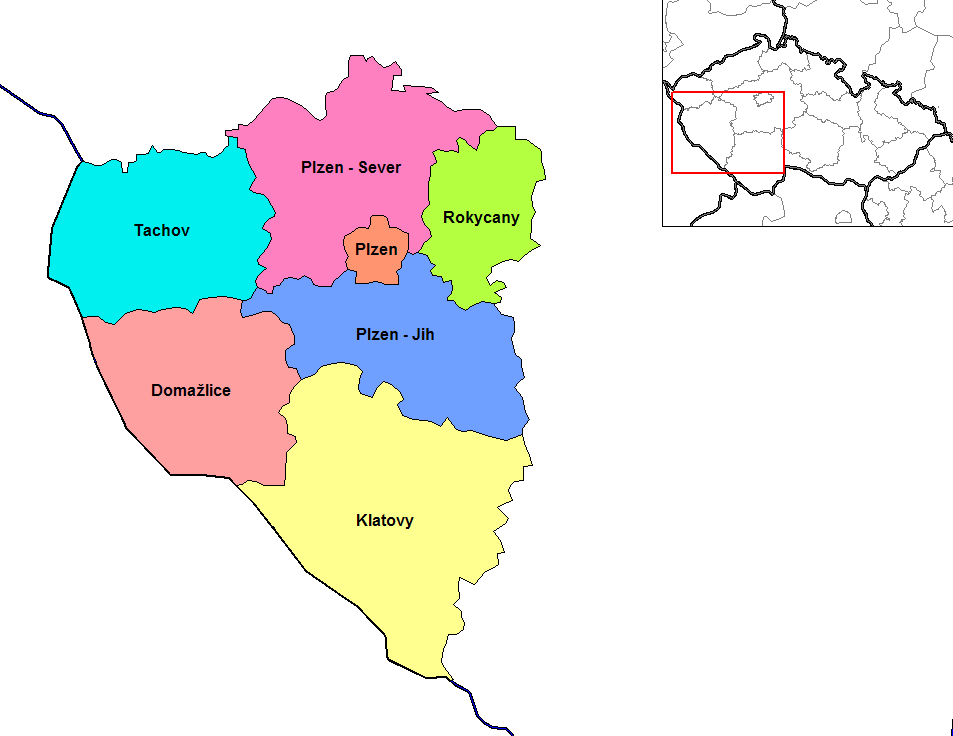
Distretti di Plzeň

- Distretto di Domažlice
- Distretto di Klatovy
- Distretto di Plzeň-město
- Distretto di Plzeň-jih (Sud)
- Distretto di Plzeň-sever (Nord)
- Distretto di Rokycany
- Distretto di Tachov

## Città
- Domažlice
- Klatovy
- Plasy
- Plzeň
- Rokycany
- Sušice
- Tachov